# Lilla Skinnfisken
Lilla Skinnfisken är en sjö i Ljusnarsbergs kommun i Västmanland och ingår i Norrströms huvudavrinningsområde. Sjön är 13 meter djup, har en yta på 0,037 kvadratkilometer och är belägen 299 meter över havet.